# Silas (Alabama)
Silas es un pueblo ubicado en el condado de Choctaw en el estado estadounidense de Alabama. En el censo de 2000, su población era de 529.

## Demografía
En el 2000 la renta per cápita promedia del hogar era de $ $20,882, y el ingreso promedio para una familia era de $25,833. El ingreso per cápita para la localidad era de $14,074. Los hombres tenían un ingreso per cápita de $27,955 contra $18,500 para las mujeres.

## Geografía
Silas está situado en 31°46′17″N 88°19′51″O / 31.77139, -88.33083 (31.771625, -88.330991)
Según la Oficina del Censo de los EE. UU., la ciudad tiene un área total de 5.25 millas cuadradas (13.59 km²).